# فرودگاه بندر لنگه
فرودگاه شهدای بندر لنگه در شهر بندر لنگه و استان هرمزگان واقع شده‌است و دومین فرودگاه ایران و خاورمیانه پس از فرودگاه مسجدسلیمان می‌باشد. این فرودگاه در سال ۱۲۹۷ شمسی پروازهای بین‌المللی خود را به مقاصد انگلستان و هند آغاز کرد.
فرودگاه بندر لنگه بعد از فرودگاه بوشهر دومین مقصد شرکت‌های هواپیمایی بریتیش ایرویز انگلستان و کی ال ام هلند در ایران بوده‌است.
برج مراقبت و ساختمان سالن قدیمی فرودگاه تا حدود سال‌های ۱۳۸۳ و ۱۳۸۴ فعال بود و از آن‌ها استفاده می‌شد. با به بهره‌برداری رسیدن برج مراقبت و ساختمان سالن جدید استفاده از دومین برج مراقبت ساخته‌شده در ایران متوقف شد.
از ۹ آبان ۱۳۸۳ فرودگاه بندرلنگه با پرواز بین‌المللی بندرلنگه- دبی به عنوان مرز مجاز هوایی شناخته شد.
در سال ۲۰۱۶ میلادی ۲۹۰ نشست و برخاست هواپیما در این فرودگاه انجام شد و ۱۹٬۳۴۳ نفر مسافر و ۸۶٬۷۰۷ کیلوگرم بار از طریق آن جابجا شدند.

## شرکت‌های هواپیمایی و مقصدهای پروازی
| شرکت‌های هواپیمایی | مقصدهای پروازی              |
| ----------------- | --------------------------- |
| ایران ایر         | شهید دستغیب شیراز، بندرعباس |
| هواپیمایی آسمان   | مهرآباد                     |